# Still doll
「still doll」（スティル・ドール）は、日本の歌手・チェロ・ヴォーカリスト、分島花音のデビューシングルである。

## 解説
- 自身のデビュー作で、ヴィジュアル系・ゴスロリムーブメントよりアイコンManaがサウンドプロデュースを手掛けた。Manaが他のアーティスト（MALICE MIZER、Moi dix Mois以外）に楽曲提供したのは今回が初めて。
- 2008年4月7日からテレビアニメ「ヴァンパイア騎士」のエンディングテーマを担当。次作も同じアニメのテーマソングを担当されている。

## 収録曲
全曲作詞：分島花音 / 作曲・編曲：Mana
1. still doll
  - テレビ東京系アニメ「ヴァンパイア騎士」エンディングテーマ
2. 黒い鳥籠
3. still doll (オルゴール・ヴァージョン)
  - 編曲：Ruca Kawada